# Femminismo individualista
Il femminismo individualista, chiamato anche femminismo libertario, è l'ideale femminista che enfatizza l'individuo come protagonista delle rivendicazioni.

## Generale
Le femministe individualiste tentano di cambiare i sistemi giuridici per eliminare i privilegi di classe e i privilegi di genere e per garantire che gli individui abbiano uguali diritti, inclusa un'eguale rivendicazione legale per le loro stesse persone e proprietà. Il femminismo individualista incoraggia le donne ad assumersi la piena responsabilità della propria vita. Si oppone inoltre a qualsiasi interferenza governativa nelle scelte che gli adulti fanno con il proprio corpo perché, sostiene, tale interferenza crea una gerarchia coercitiva (come il patriarcato). Uno dei temi centrali del femminismo individualista ruota attorno al Movimento dell'Amore Libero, che indica che le scelte sessuali di una donna dovrebbero essere fatte da lei per lei, piuttosto che dai regolamenti del governo.
Il femminismo individualista è stato lanciato per fare appello alle "donne più giovani... di una generazione più conservatrice" e include concetti di Rene Denfeld e Naomi Wolf, essenzialmente che "il femminismo non dovrebbe più riguardare soluzioni comuni ai problemi comuni ma soluzioni individuali per problemi individuali ", e concetti di Wendy McElroy e in particolare di Joan Kennedy Taylor.
L'Association of Libertarian Feminists, fondata nel 1973 da Tonie Nathan, la candidata vicepresidente con il Partito Libertario nel 1972, è uno dei numerosi tipi di organizzazioni femministe individualiste. Ci vuole un forte sostegno anti-governativo e favorevole alla scelta. Altre organizzazioni femministe libertarie includono la Ladies of Liberty Alliance, Feminists for Liberty, e il defunto Mother's Institute, che includeva Madri per la libertà (gruppi di incontro).
Wendy McElroy e Christina Hoff Sommers definiscono il femminismo individualista in opposizione a quello che chiamano femminismo politico o di genere.